# Stanislav Uchytil
Generál Stanislav Uchytil (30. srpna 1909 Chrudim – 12. dubna 1991 Ostrava) byl velitel 1. praporu 2. československé paradesantní brigády. Třikrát byl vyznamenán Československým válečným křížem a Válečným křížem za hrdinství v bojích ve Francii, v Dukelském průsmyku a v Slovenském národním povstání, absolvent para výcviku ve Skotsku.

## Život
Stanislav Uchytil se narodil v roce 1909 v Chrudimi. Po absolvováni zdejšího učitelského ústavu působil na různých školách v Pardubickém kraji jako učitelský čekatel a definitivní učitel.
V roce 1939 byl vězněn gestapem. Po propuštění v roce 1940 ilegálně překročil hranice a podařilo se mu odejít do exilu tzv. balkánskou cestou přes Slovensko a Maďarsko. Přes Bělehrad, Řecko, Turecko a Sýrii se dostal do Bejrútu a odtud lodí do Francie. V polovině května 1940 se hlásil v jihofrancouzském městečku Agde, kde se formovala 1. československá pěší divize. Po porážce Francie odešel do Velké Británie.Dohromady prošly výcvikem ve Skotsku přes tři stovky příslušníků československé brigády.Speciální výcvik organizovaný britskou organizací Special Operations Executive (SOE) zde absolvovali kromě jiných také rotmistři Jan Kubiš a Josef Gabčík, členové výsadku ANTHROPOID, kteří v květnu 1942 uskutečnili jeden z nejvýznamnějších odbojových činů druhé světové války, atentát na válečného zločince, zastupujícího říšského protektora Reinharda Heydricha.
V roce 1944 byl zařazen do transportu důstojníků, odeslaných do čs. vojenských jednotek v Sovětském svazu. V září 1944 se jako velitel 1. praporu 2. československé paradesantní brigády účastnil bojů v Karpatech a začátkem října se dostal s 2. paradesantní brigádou na Slovensko na pomoc Slovenskému národnímu povstání.

### Důstojnické hodnosti
- 1. 9. 1943 kapitán
- DD. 10. 1944 štábní kapitán
- 3. 7. 1945 major
- 15. 4. 1947 podplukovník
- 1. 12. 1949 plukovník
- 1. 4. 1954 generálmajor

### Průběh vojenské služby
- 26. 2. 1945 – DD. 3. 1945 velitel 10. čs. paradesantního praporu
- VII. 1948 – 1. 10. 1949 velitel Pěšího praporu 46
- 1. 9. 1951 – 1. 4. 1954 velitel na Vyšší škole důstojníků pěchoty
- 1. 4. 1954 – 1. 10. 1955 velitel: Vyšší škola důstojníků pěchoty
- DD. 10. 1956 – DD. 1. 1959 Velitel: Správa vojenského školství
- náčelník Správy vojenského školství MNO
- náčelník vojenské katedry Vysoké školy báňské v Ostravě

### Vyznamenání
- Croix de guerre
- Řád Za národní zásluhy[1]
- Pamětní medaile československé armády v zahraničí
- Československý válečný kříž 1939
- Československá medaile Za chrabrost před nepřítelem
- Československá vojenská medaile za zásluhy , I. stupeň
- Řád Slovenského národního povstání, I. třída
- Medaile Za vítězství nad Německem ve Velké Vlastenecké válce 1941-1945[2]
- Čestné občanství měst Agde a Chrudim